# El quimèric inquilí
Le Locataire és una pel·lícula francesa dirigida per Roman Polanski, estrenada el 1976. És una adaptació de la novel·la Le Locataire chimérique de Roland Topor, publicada el 1964. Amb Repulsió i La llavor del diable, Le Locataire forma part de la trilogia de Roman Polanski sobre el tema dels apartaments maleïts.

## Argument
Trelkovsky, un home tímid i reservat, es muda a una habitació, en què una noia es va intentar suïcidar llançant-se per la finestra. A mesura que passa el temps, el nou inquilí comença a témer que els seus veïns intentin provocar en ell un estat de paranoia que l'indueixi també a saltar per la finestra.

## Repartiment
- Roman Polanski: Trelkovsky
- Isabelle Adjani: Stella
- Melvyn Douglas: Senyor Zy
- Shelley Winters: la conserge
- Bernard Fresson: Scope
- Claude Dauphin: el marit de l'accident
- Jo Van Fleet: Senyora Dioz
- Rufus: Georges Badar
- Romain Bouteille: Simon
- Jacques Monod: el cafeter
- Josiane Balasko: l'oficinista
- Gérard Jugnot: l'empleat
- Michel Blanc: el veí de Scope
- Florence Blot: Senyora Zy
- Lila Kedrova: Senyora Gaderian
- Héléna Manson: d'infermera
- Patrice Alexsandre: Robert
- Jean-Pierre Bagot: el policia
- Jacques Chevalier: l'amo
- Louise Chevalier
- Albert Delpy: un veí
- Bernard-Pierre Donnadieu: el cambrer
- Alain Frérot: el vagabund
- Louba Guertchikoff: l'esposa de l'accident
- Raoul Guylad: el capellà
- Eva Ionesco: la filla de la senyora Gaderian
- Maïté Nahyr: Lucille
- André Penvern: el servidor de cafè
- Dominique Poulange: Simone Choule
- Jacques Rosny: Jean-Claude
- Serge Spira: Philippe
- Vanessa Vaylord: Martine
- François Viaur: el sergent de policia
- Claude Piéplu: el veí de dalt

## Premis i nominacions

### Nominacions
- 1976: Palma d'Or
- 1977: César al millor disseny de producció per Pierre Guffroy i For Mado